# Ellie Carpenter
Ellie Madison Carpenter (Cowra, 28 april 2000) is een Australische voetbalster. 
Ze speelt als verdediger voor de Engelse club Chelsea FC en het Australisch nationaal vrouwenteam. Eerder speelde ze voor Western Sydney Wanderers in de Australias W-league en voor Portland Thorns FC in de NWSL in de Verenigde Staten.  Carpenter maakte haar debuut voor het Australische nationale team op haar 15e. Ze was de tevens de jongste Australische deelnemer in de RIO 2016 Olympische spelen, en de jongste speelster in het voetbal.
Carpenter speelde op de Olympische Spelen in 2016 en in 2020.
Carpenter is getrouwd met de Nederlandse voetbalster Daniëlle van de Donk.